# 2019年反對逃犯條例修訂草案圍堵行動
香港學界反對逃犯條例修訂草案升級行動，又稱「621行動」，是自2019年6月21日起進行中的多元抗議行動，香港市民希望通過圍堵香港政府主要建築物，配合在外圍道路集會，以阻止政府部門運作及逼使政府回應「釋放被捕示威者」等訴求。

## 背景
由於香港特區政府在6月20日下午5時限期前，仍未有回應民間與大專學界回應4大訴求：政府撤回《逃犯條例》修訂、收回6·12佔領暴動定義、撤銷被捕市民檢控和追究警察濫用暴力。民間與大專學界宣佈行動升級，包括號召翌日早上7時在金鐘包圍政府總部、特首辦、禮賓府、灣仔香港警察總部、以至罷工、罷市、罷課、不合作運動及堵路等。當晚，特首辦回應稱，行政長官在6月18日已向市民致歉和回應其他事宜，希望市民明白及理解。而政府宣布政府總部暫停開放。
6月13日，一名徐姓警察總部飯堂經理因“不想成為開槍幫兇”，連同一位同事辭職，為即時離開，賠償一個月薪金，並在辭呈上稱「（我拒絕為邪惡效力）」。

## 行動過程

### 金鐘示威活動

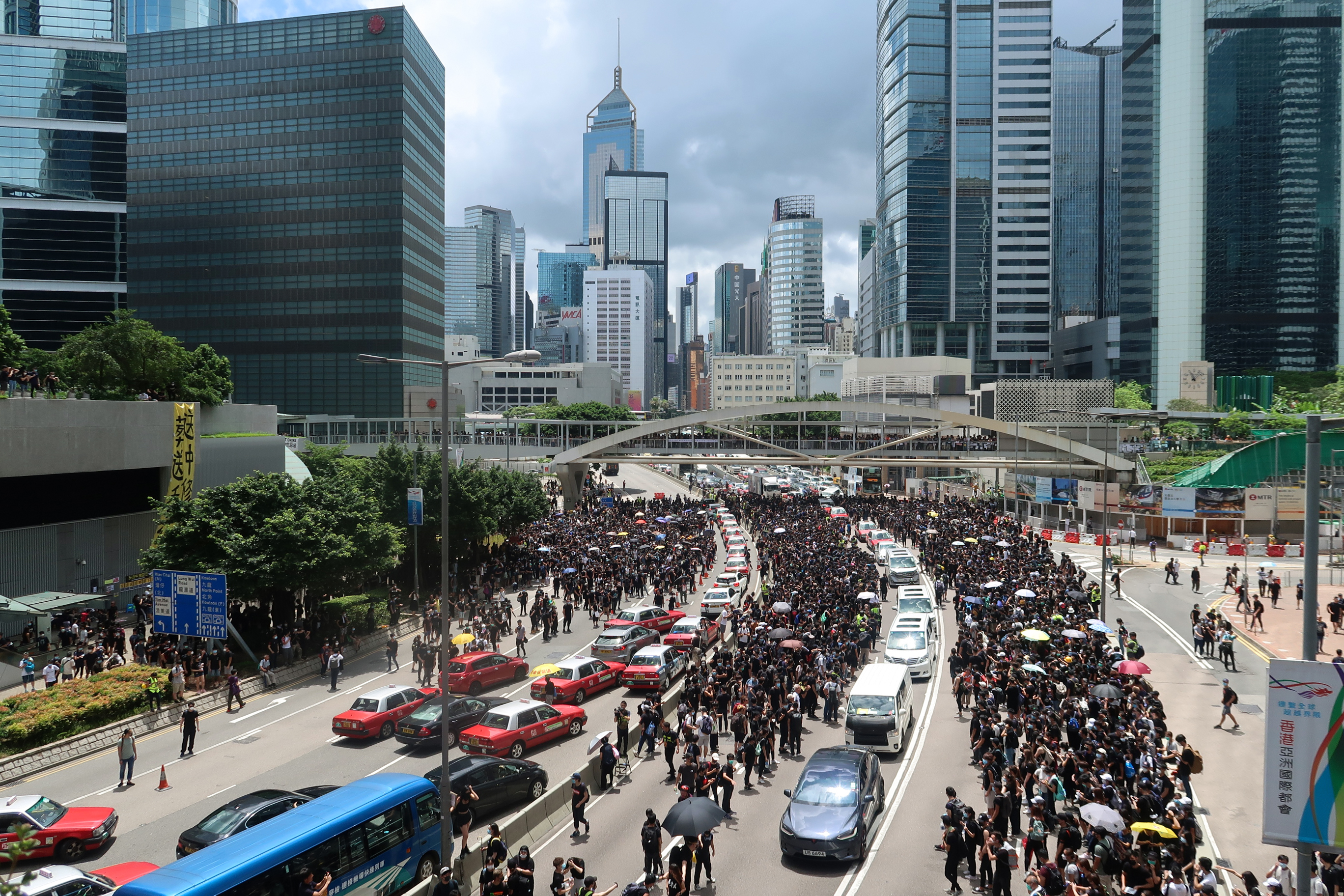
早上11時，示威者自發前往夏慤道支援，佔領道路，並讓車輛離開

6月21日凌晨，立法會示威區內約有100名反對修訂逃犯條例的市民留守。當時現場的氣氛平靜，群眾不時唱歌激勵士氣，亦有人席地休息。當日清晨時分，由市民自發組成的急救團隊為行動升級部署。他們在政府總部一帶，包括添馬公園的每條燈柱及立法會示威區每隔數米的位置，放置約一千個急救包，急救包內含生理鹽水、繃帶、衛生巾及樽裝水等用品。他們吸取6月12日示威的經驗，認為當日只設固定急救站令示威者在衝突中未能及時獲治理，故他們以流動方式，擴大急救範圍。在早上7時，當時正式踏入行動升級的時間，穿著黑衣的示威者開始聚集於立法會一帶，人數明顯增加，但當中只有少量市民帶同頭盔等防護裝備。
早上8時許，示威者陸續抵達立法會，立法會示威區當時已坐滿數百名示威者，各大學的學生會則在立法會停車場附近整理物資。一小時後，現場已聚集超過1000人。當時，籌劃活動的學生會表示，他們原定包圍政府總部，但因政府總部關閉，他們暫未有進一步行動，需與其餘組織協調其餘行動。除了在立法會示威區集合和部分示威者在添馬公園草地坐下外，他們仍沒有任何行動。

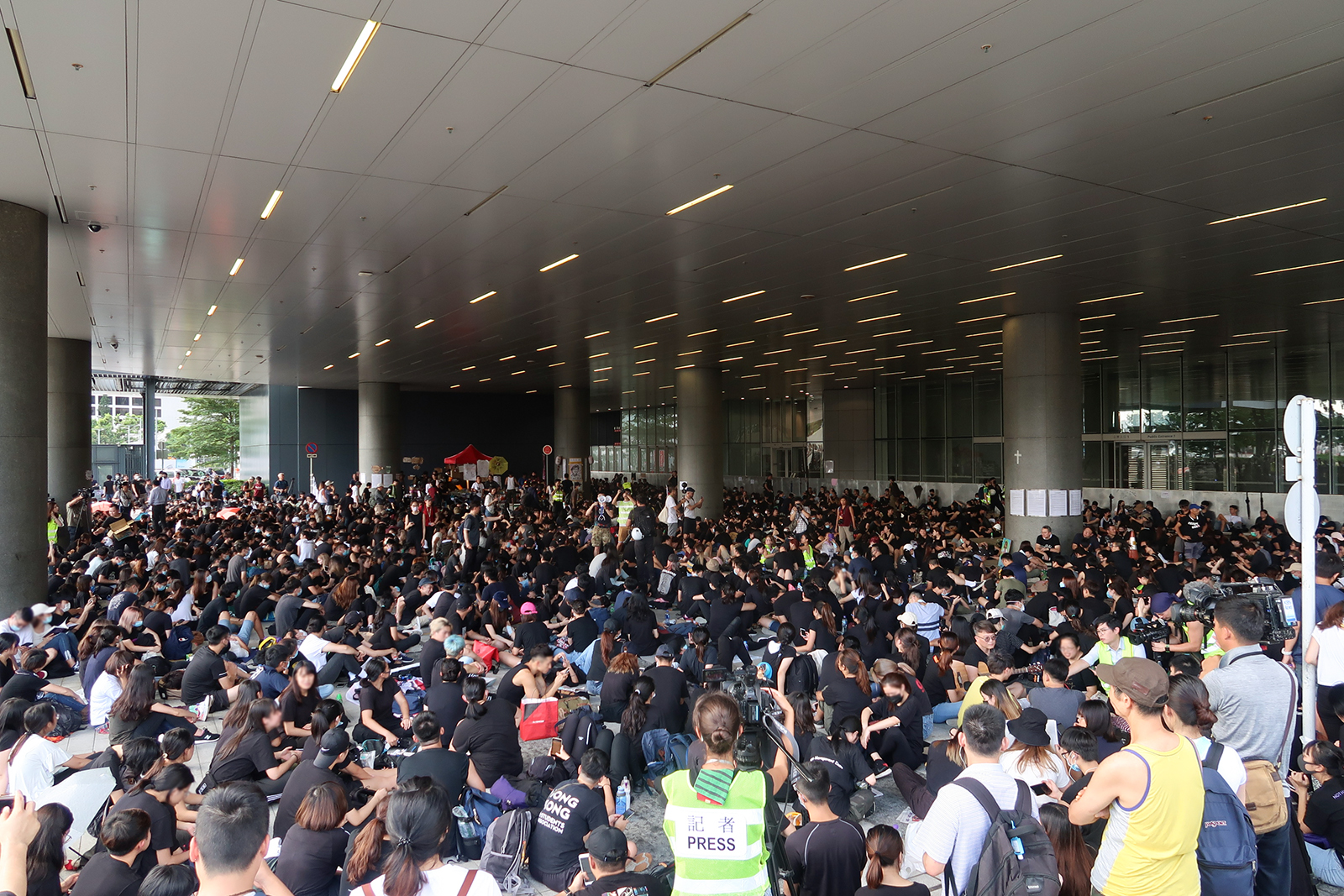
早上立法會示威區已坐滿數百名示威者
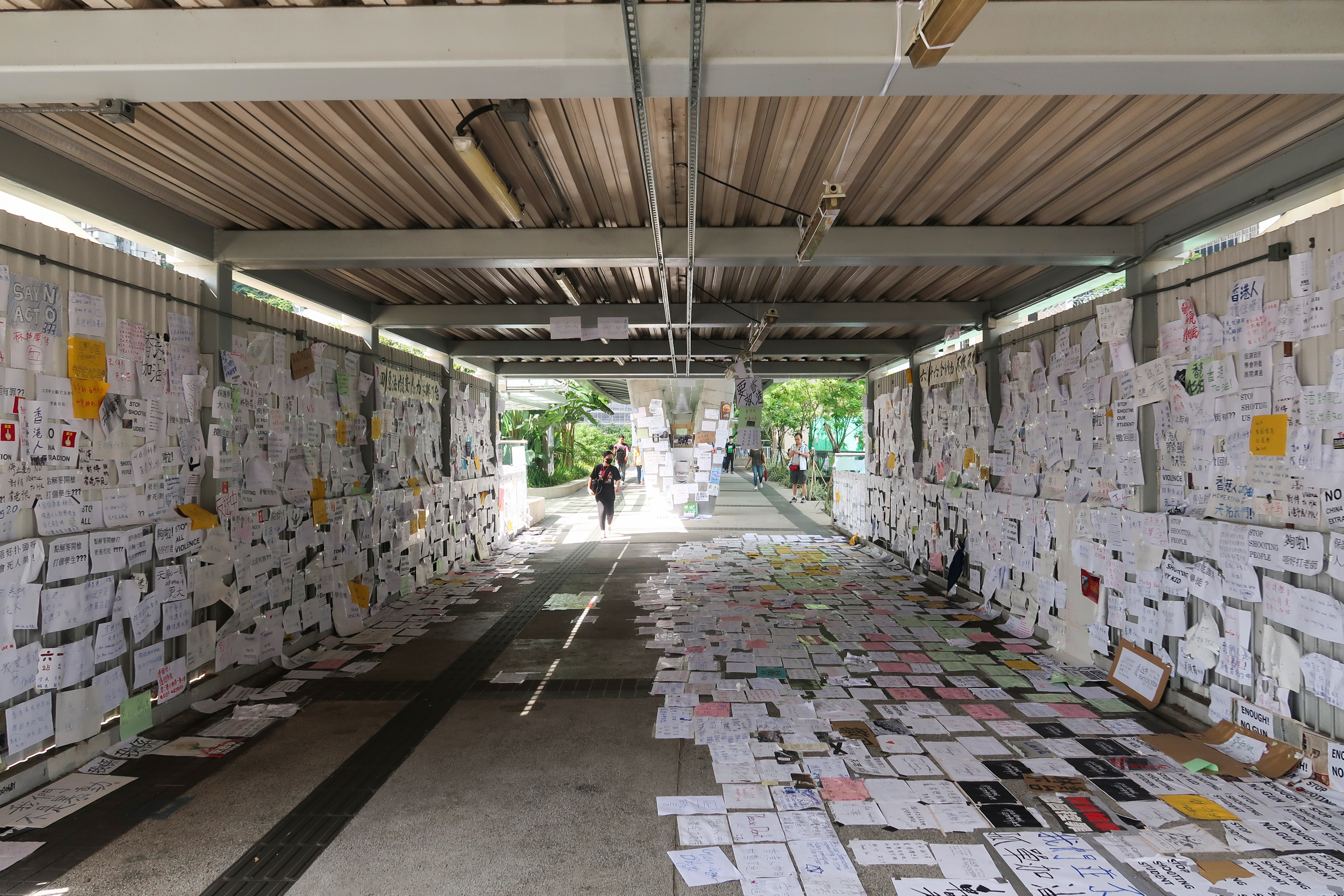
金鐘中信橋連儂牆
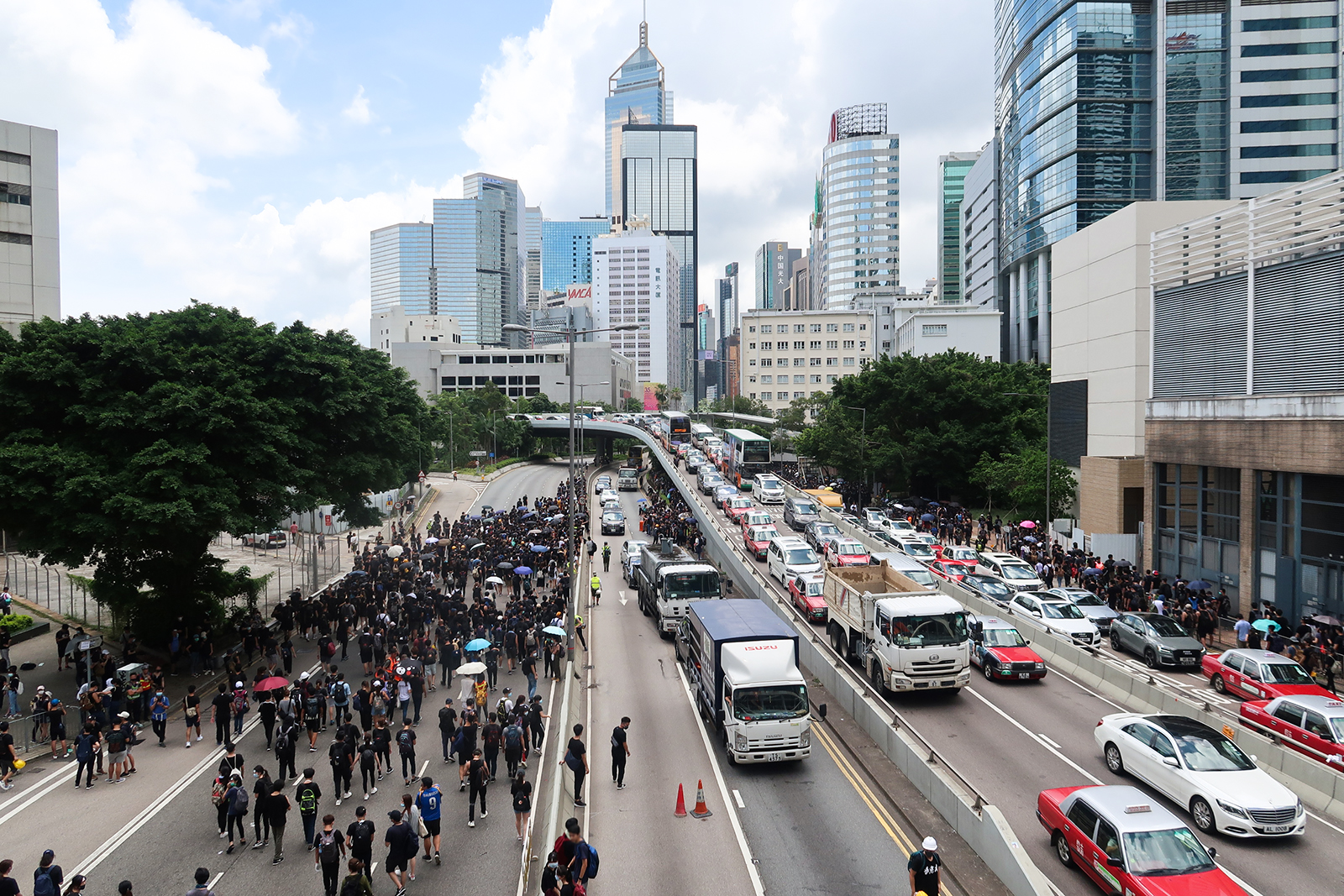
早上11時34分，示威者開始步行前往位於灣仔的香港警察總部

早上11時，有身穿黑衣和帶著口罩的示威者自發行出夏慤道，並搬動水馬等路障堵塞道路。在立法會示威區的市民隨即前往夏慤道支援，佔領道路。同時，有示威者在警察總部牆上，張貼「永不屈服」標語。有示威者號召市民前往鄰近的警察總部示威，部分示威者轉移至該處聚集，準備下一步行動。當時，學界表示由於群眾比他們有更快的決定，故他們會配合群眾的行動。
入夜後，位於金鐘的群眾依然繼續佔據夏慤道全部行車線，現場氣氛平靜。亦有部分示威者於立法會示威區內聚集，唱聖詩及休息。位於金鐘的多個物資站維持運作，他們向市民派發食物及口罩，亦有人自發清理垃圾。

### 圍堵政府機構行動

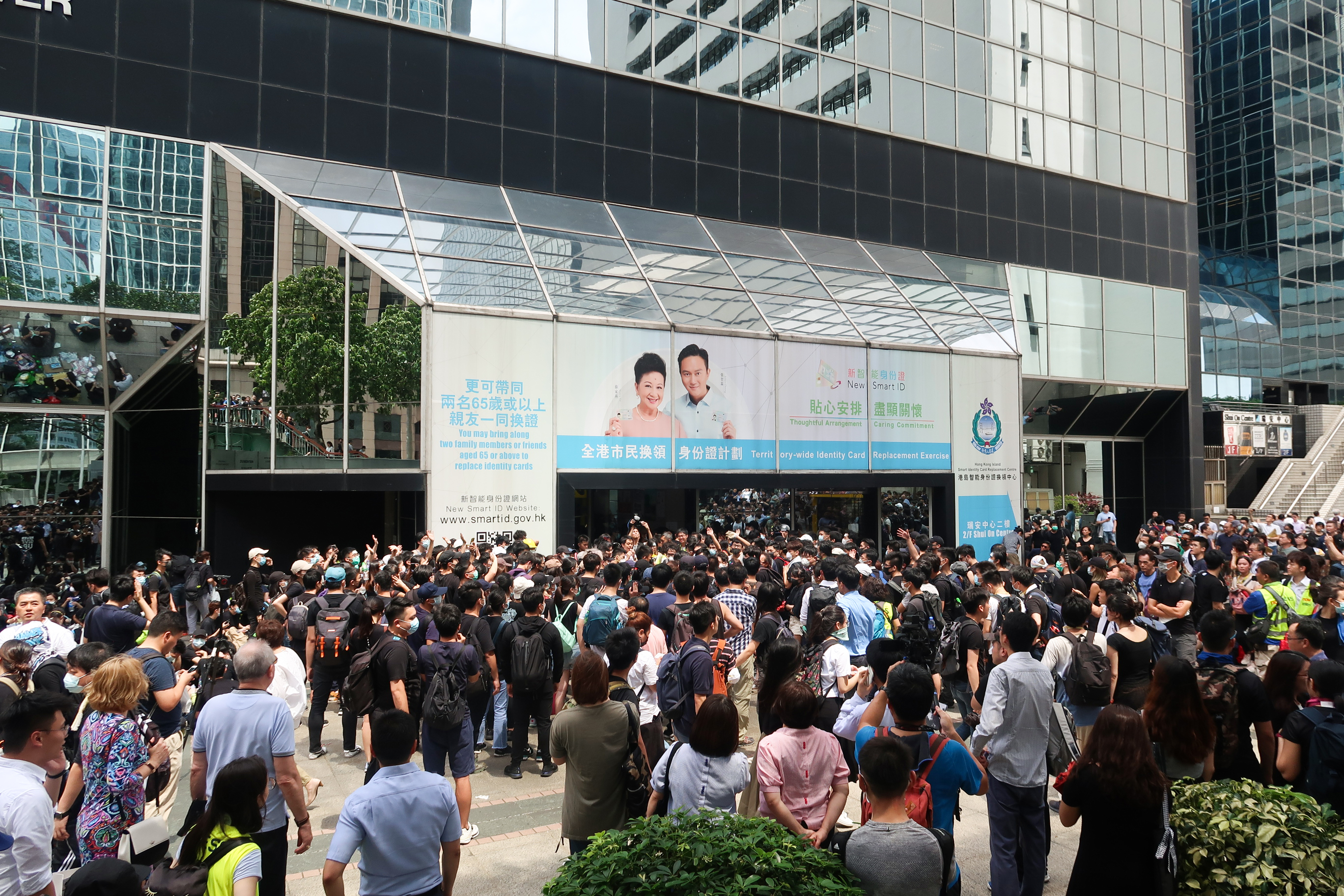
下午1時許，部分示威者抵達灣仔稅務大樓大堂及對出空地聚集，並堵塞大樓的出入口。

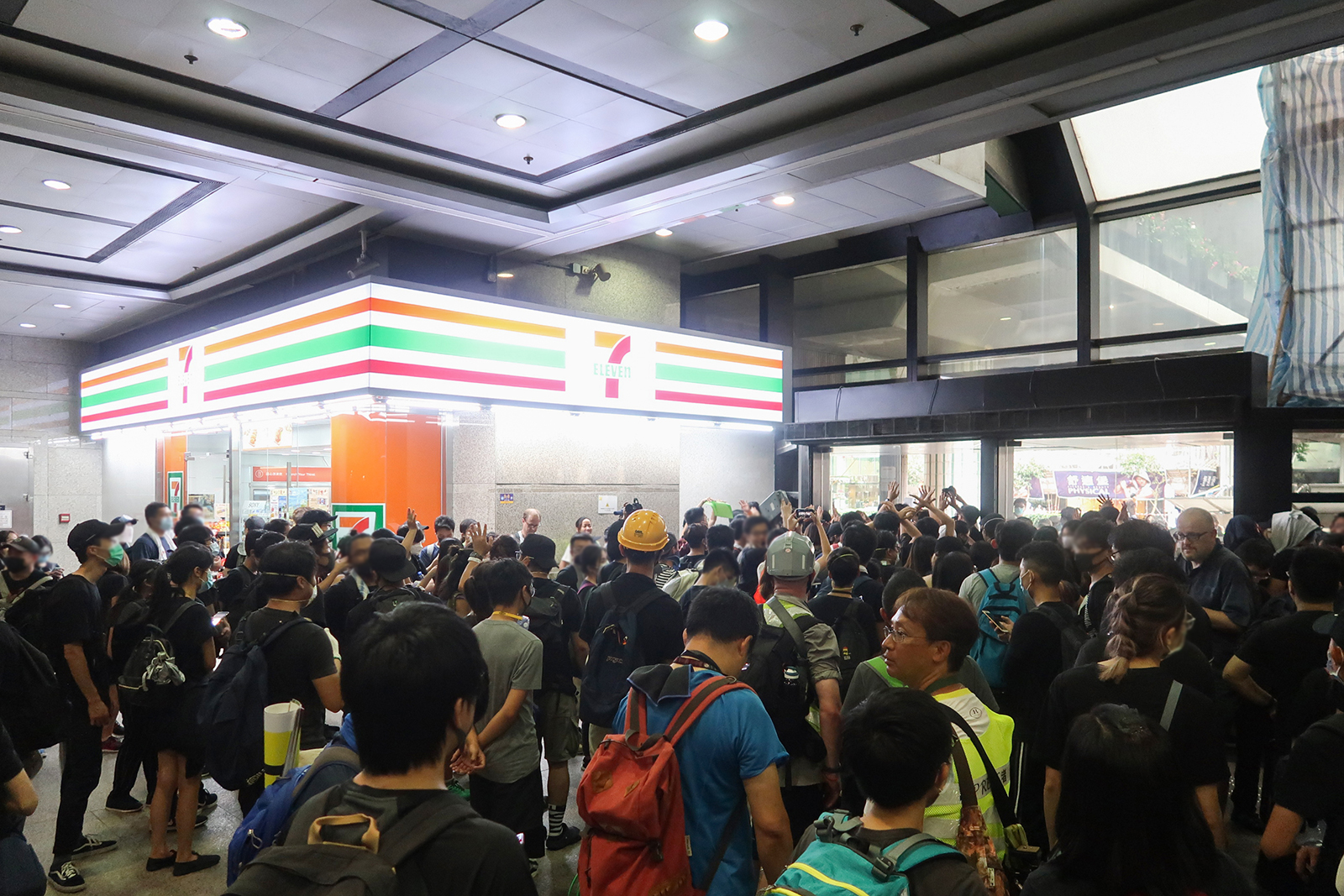
下午3時許，示威者轉移至鄰近的入境事務大樓繼續圍堵行動

佔據金鐘一帶道路後，示威者開始步行前往位於灣仔的香港警察總部，圍堵該建築物。早上11時30分，香港眾志成員黃之鋒同時亦號召群眾包圍警察總部，令警察總部外開始聚集大批群眾。警方召開記者會，曾呼籲群眾離開。另一方面，談判專家在在1樓樓梯位置勸說黃之鋒與數名示威者，惟未發言已被圍堵人士以噓聲蓋過，談判專家很快便返回警察總部內。香港眾志成員黃之鋒不滿警方高高在上的態度，形容談判專家身處於五樓，向地面上的民眾說話猶如皇帝俯視平民般，眾志成員又展示示威者被橡膠子彈擊傷及被警察以警棍圍毆之圖片。在場群眾要求警方需撤銷6月12日示威被定義為暴動、撤銷被捕人士控罪等。而黃之鋒亦一再要求與警務處處長盧偉聰對話。下午1時許，警察總部汽車出入口突然飄出不明的淡黃色煙霧，一度引起市民恐慌，懷疑該等煙霧為標籤集會人士的著色劑。
下午1時許，部分示威者抵達灣仔稅務大樓展開圍堵行動。他們在稅務大樓大堂及對出空地聚集，並堵塞大樓的出入口，禁止其他人進入大樓。當時，大堂只留下一扇玻璃門供人離開，示威者在大堂空出一條路讓大樓內的人士離開，讓公務員能順利提早下班。示威者曾一度與未能入內的市民爭執，其後回復平靜。他們亦向離開大樓的市民道歉，希望他們諒解示威者的行動。同時，部分人走出告士打道行車線，他們以鐵馬、水馬和交通錐等堵塞道路，該路不久後已沒有車輛行經。下午2時，在稅務大樓上班的公務員陸續提早下班離開大樓，示威者於是在稍後轉移至鄰近的入境事務大樓繼續圍堵行動。其後，示威者在下午3時30分開始陸續離開該大樓，準備前往金鐘政府合署繼續行動。而入境事務大樓的運作，則於下午近4時恢復正常。
示威者在灣仔稅務大樓圍堵期間，香港電台拍攝到特首辦主任陳國基一度現身，但他未有回應記者追問有關大批學生聚集在警察總部和灣仔政府機構，以及林鄭月娥會否再次道歉的問題。
下午4時，示威者抵達金鐘政府合署低座。該處的職員在示威者抵達前已關上大樓的大閘，而大樓高座亦只開放一個出入口讓職員離開。示威者曾嘗試經政府合署的低座及高座進入大樓，但未能成功，故他們逐漸散去，部分人轉到鄰近的太古廣場等待下一步行動。

### 繼續包圍警察總部

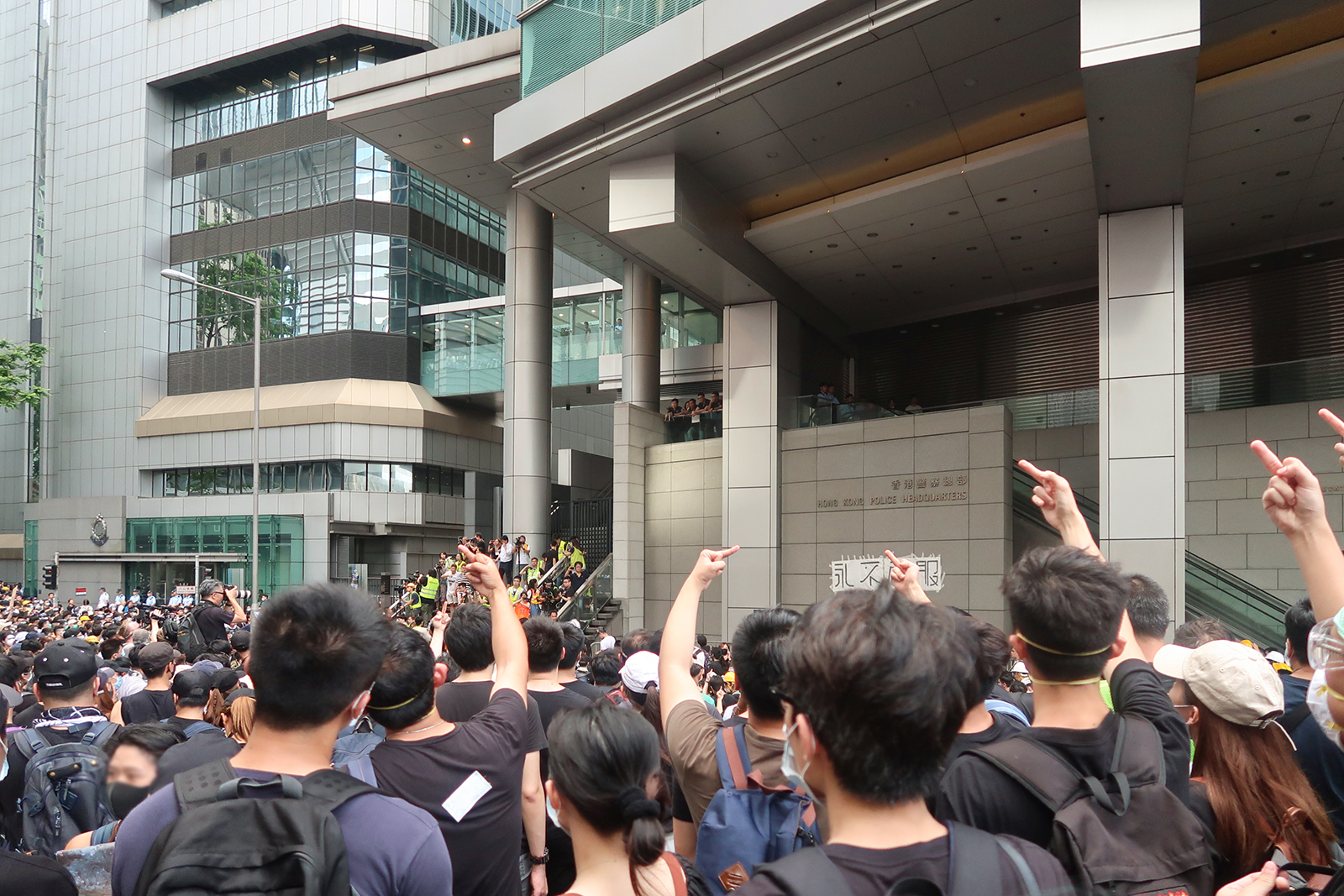
示威者向正進行錄影拍攝的警方豎中指。

在圍堵政府機構行動完結後，示威者重新集中於灣仔警察總部外包圍該大廈。他們繼續圍堵警察總部的各個出入口，亦有示威者在警察總部外用膠紙遮蓋外圍的閉路電視。大批示威者於入夜後繼續包圍警察總部，示威人數並無減少。他們情緒高漲，不斷高叫口號，在軍器廠街、駱克道一帶站滿示威者。其中一名示威者不斷向警察總部貼有「永不屈服」的牆面投擲雞蛋，總部外牆佈滿蛋液，有警員用攝影機拍攝示威者的行為，又用圓盾抵擋雞蛋。夜晚10時，立法會議員鄺俊宇到場。他向在場人士發言，傳達梁凌杰父母希望所有人都能安安全全回家，有危險就離開的訊息。他指，在場的示威者要做到「不流血、不受傷、不被捕」。當時，除拋擲雞蛋外，有市民在警察總部外牆噴上「黑警濫權」、「學生無罪」、「唔好搞我後面」等字句。
夜晚11時後，在場的立法會議員區諾軒及朱凱廸呼籲在場人士以投票方式決定示威者的去留。同時，黃之鋒亦於11時半向示威者表示，希望他們能以舉手投票形式，以集體決定方式決定所有人的去留。但他們在不久後，因未能評估現場情況而無法進行投票，讓群眾自行決定去留。

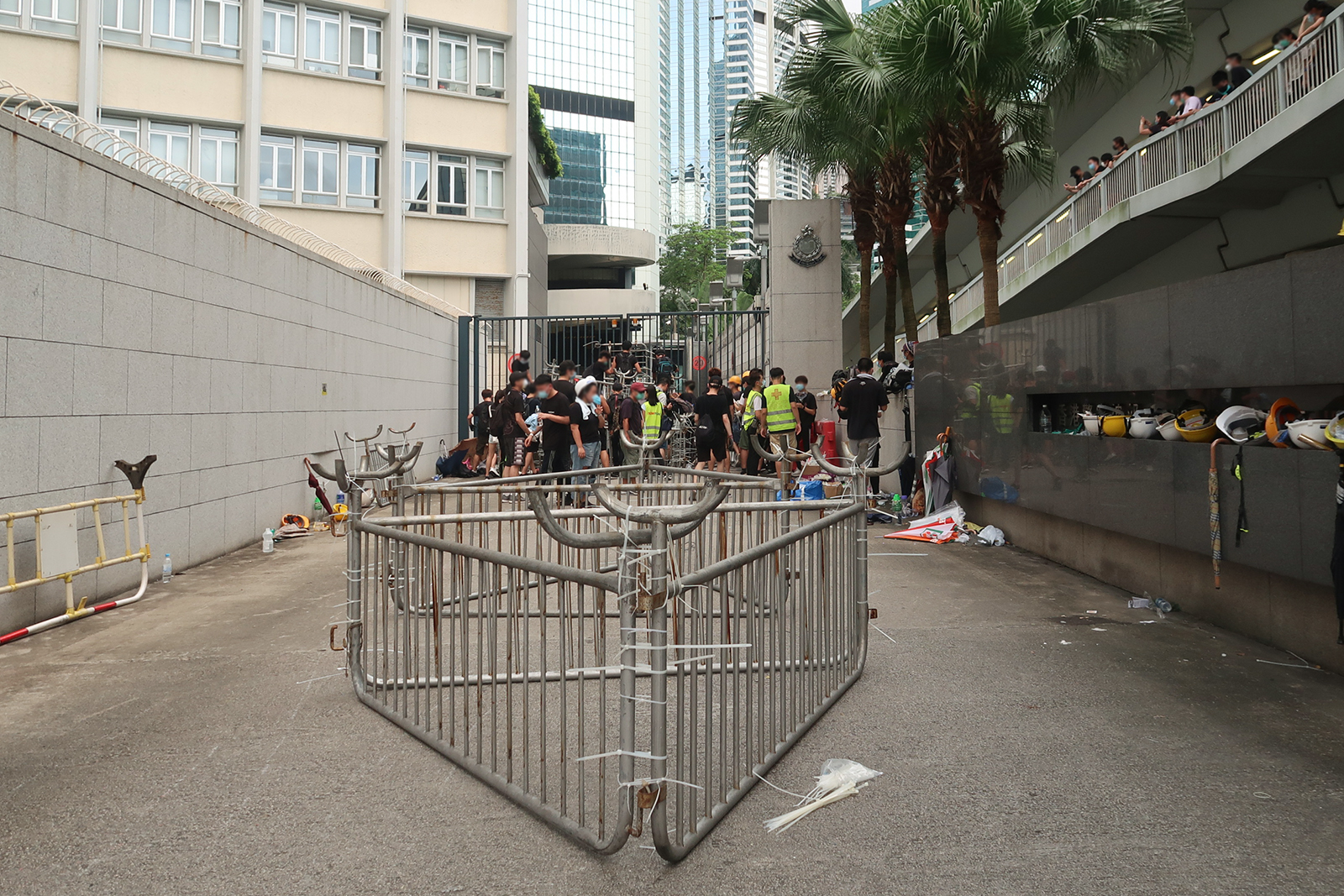
示威者用鐵馬及雜物堵塞警察總部出入口
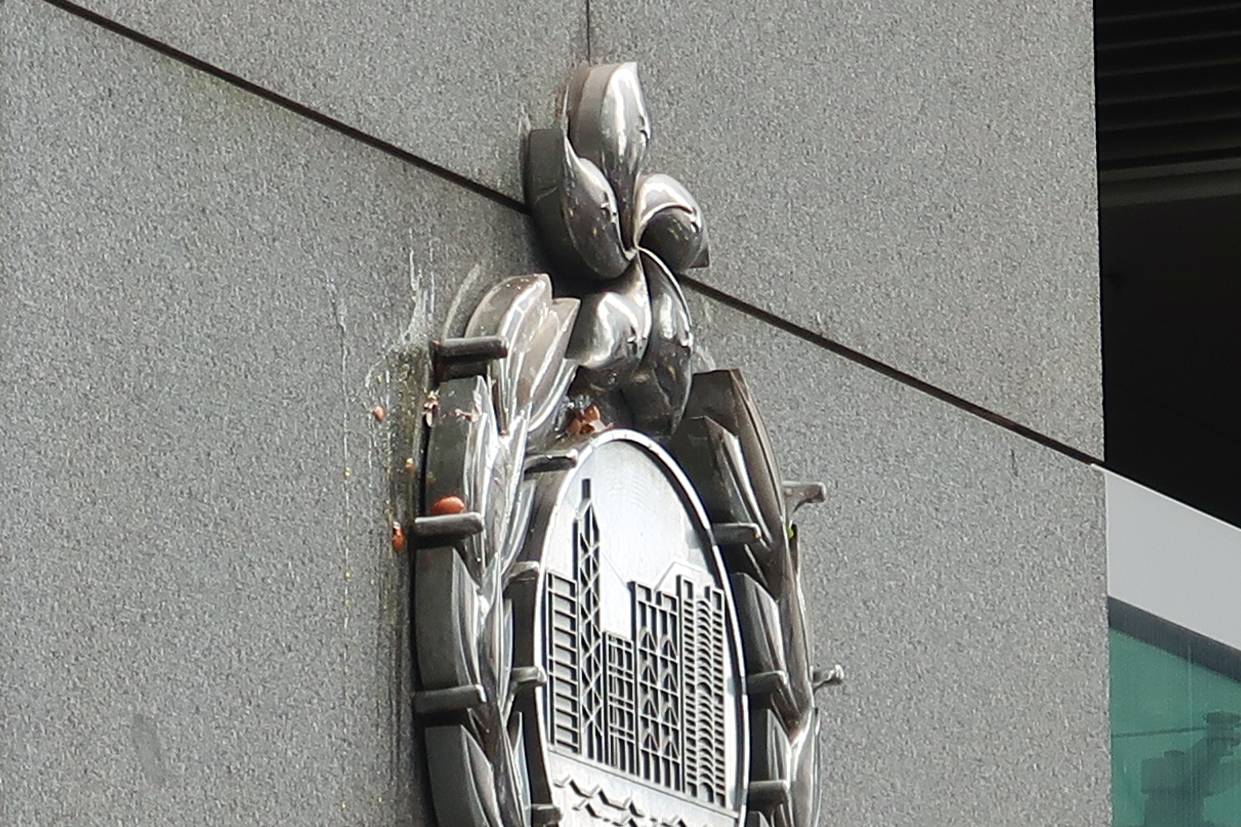
示威者向警察總部的警徽投雞蛋
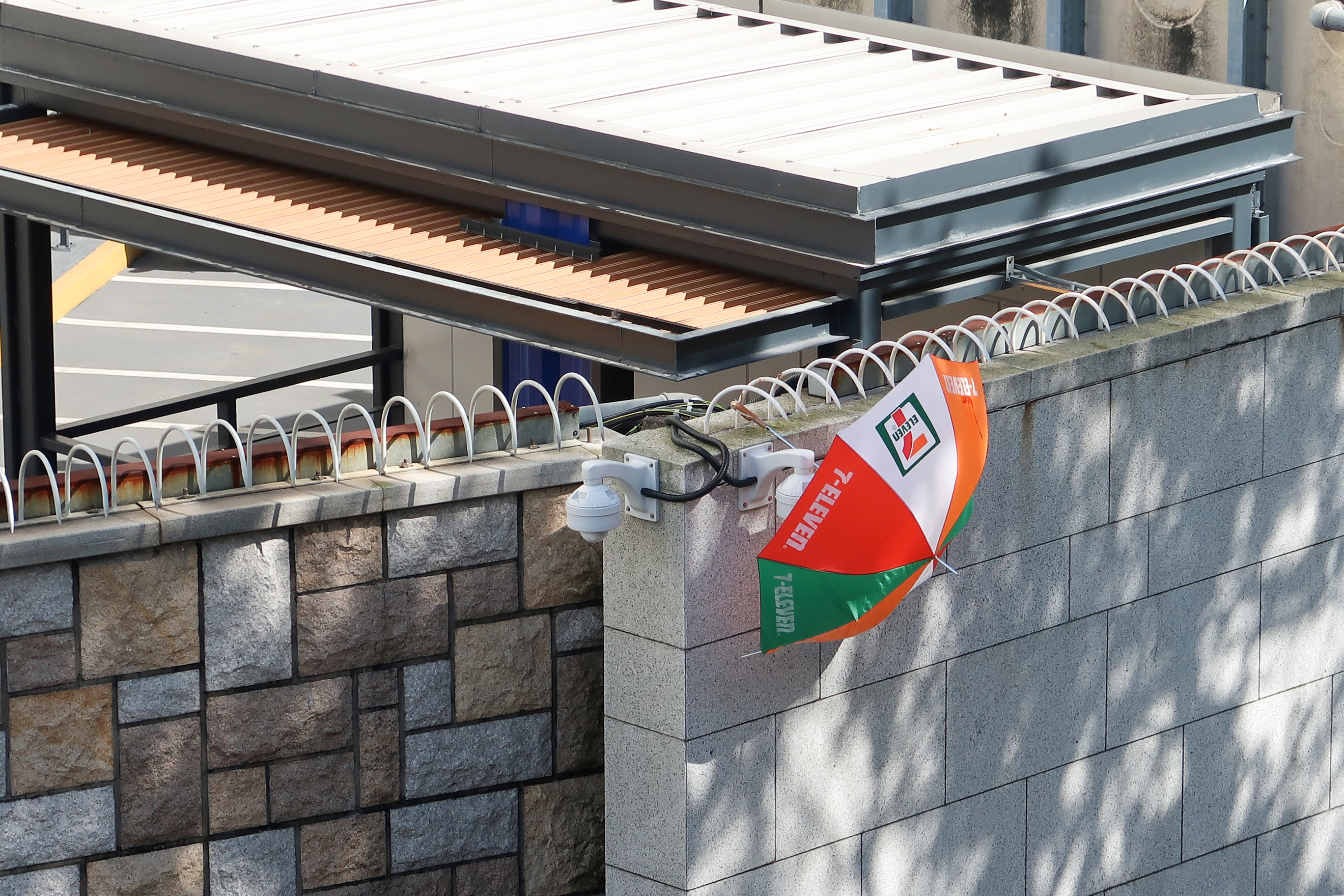
警察總部外閉路電視被示威者以雨傘和噴漆遮蓋
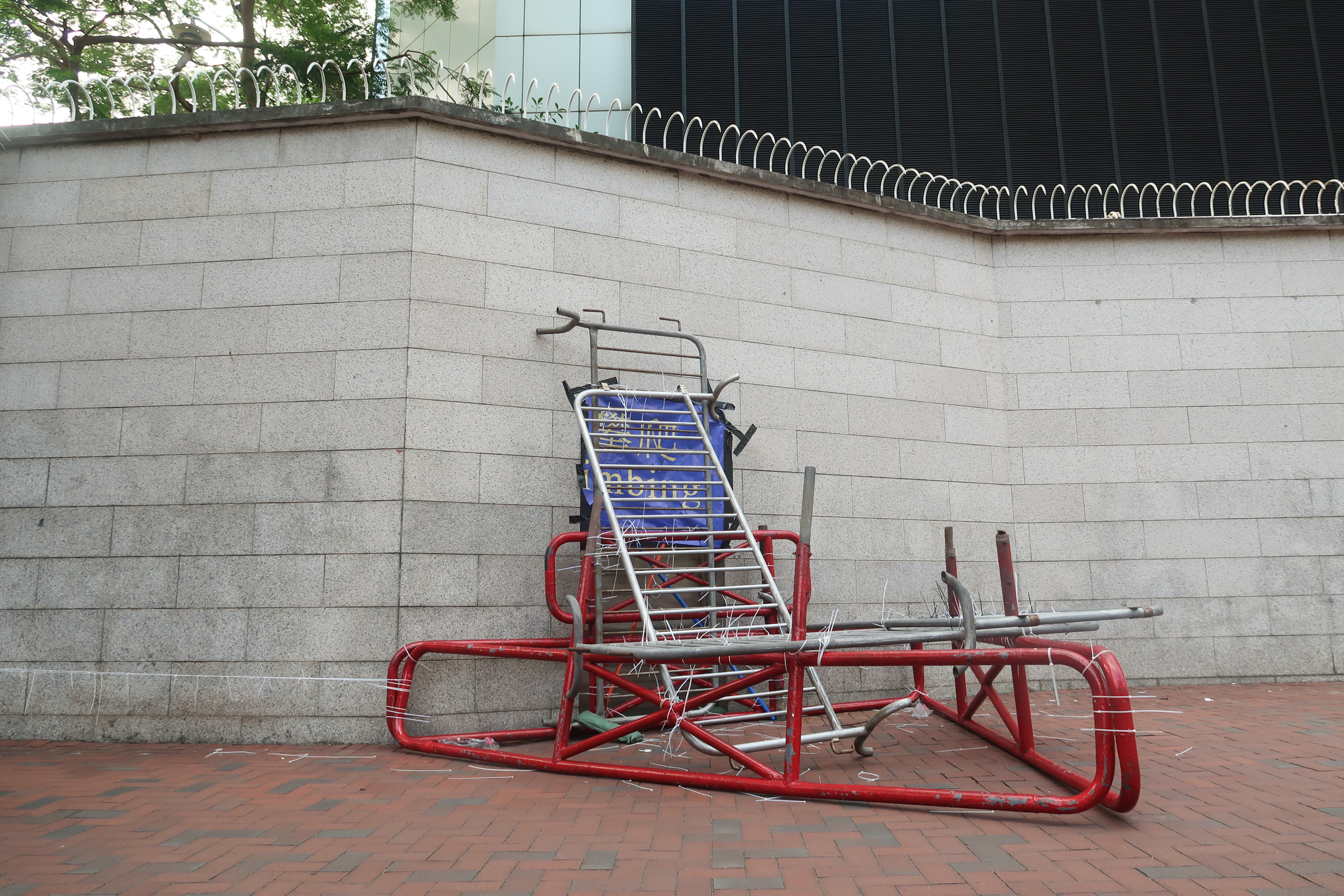
警察總部外障礙物
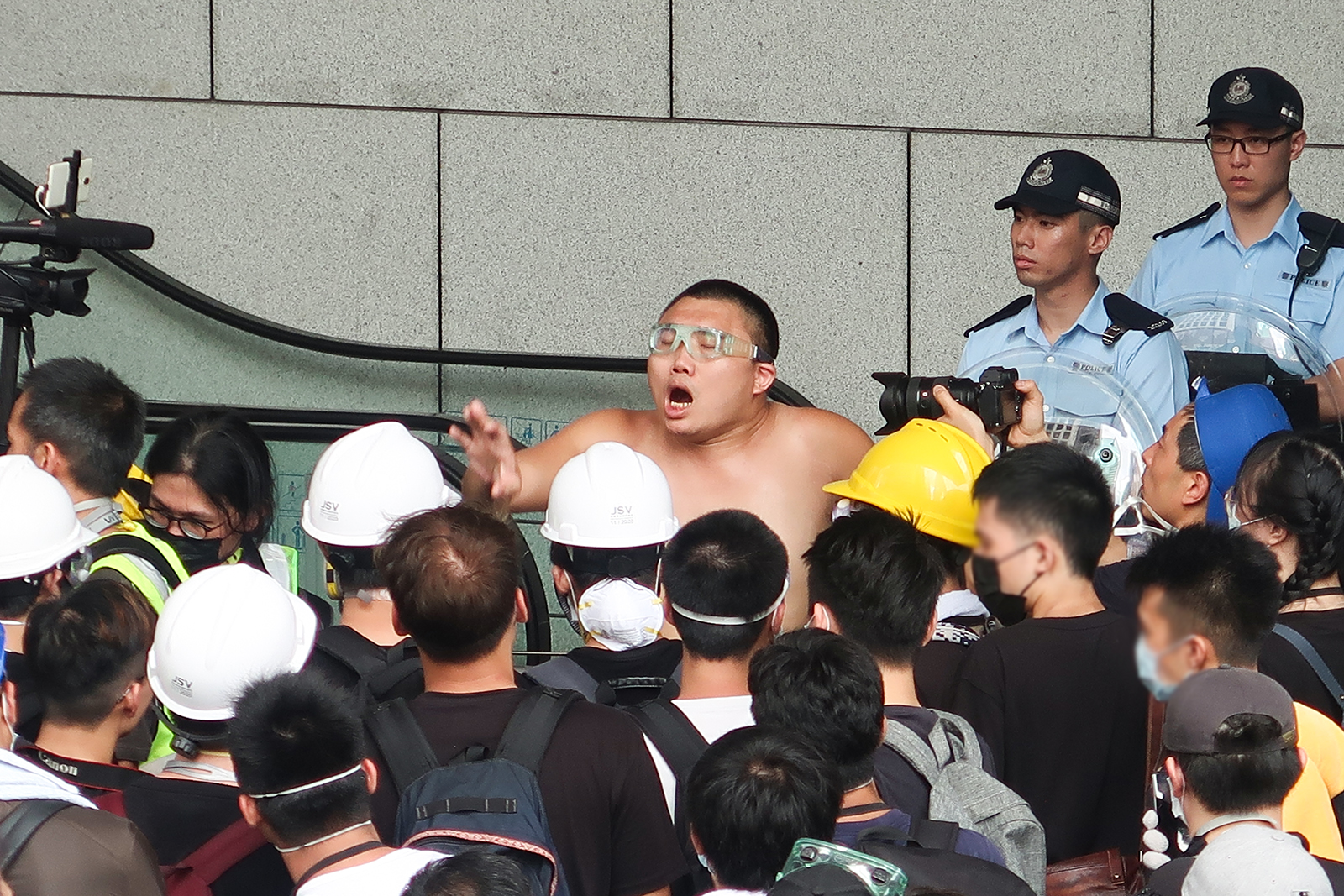
佔旺畫家在現場出動，引來很多人圍觀

#### 警方一度不允救護員進入總部 造謠嫁禍示威者

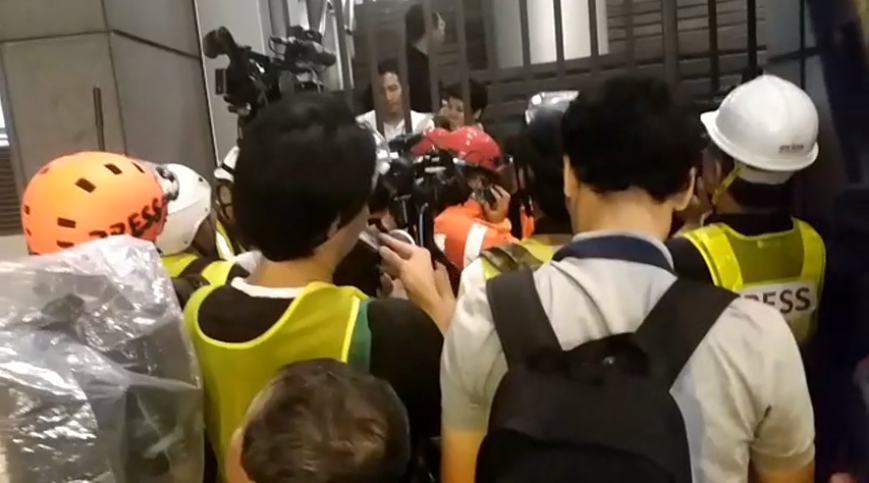
救護員嘗試進入警察總部，但警方未有開閘讓他們進入

接近子夜時分，灣仔警察總部內有9人報稱不適並召喚救護車。警方指，警察總部內有長期病患者，他們需要休息和服藥，亦有人懷孕或家中有長者和子女要照顧，希望示威者讓路。立法會議員郭家麒醫生希望入內救治，但被警察拒絕。
約11時半，救護員接報抵達警察總部，幾名民主派立法會議員為救護員開路，示威者亦讓路，然而當救護員到達警察總部正門閘口時，警方拒絕開門予他們進入，直到凌晨，示威人潮仍未散去，示威者大叫「開門」，要求警方開門讓救護員進入。最終警方在20分鐘後才找到鑰匙開門。一批救護員進入警察總部內，救護員在子夜12時許將不適人士帶離警察總部，共有4男9女送院，包括1名年長婦人及1名孕婦，有立法會議員陪同傷病者離開，十多人當中3人需要用擔架抬出外，其餘途步離開。而3人到達醫院後沒有求醫就直接離去。
警方在10時49分於官方facebook專頁宣稱示威者阻擋救護車達一小時，然而有關說法引起質疑，有網民批抨警方帖文是「fake news（假新聞）」，並且有多達超過8000個「嬲嬲」。而大多媒體的報道亦顯示警方拒絕開門讓救護員進入。消防處表示從警總送了15人往醫院，但醫管局指同一時段有12人登記求醫。其後消防處證實示威者沒阻擋救援人員，救護車接報約17分鐘後已到達警察總部附近，但被示威者阻路而停泊附近街道，其後由救護員徒步帶用具步往警總接人，而救護員在門外等了20分鐘，警方才開門。

### 示威者離開 軍裝警員清理現場
而到凌晨12時38分，大部分示威者因感到疲累，港鐵最後一班車也即將開出，因此決定離開。到凌晨2時20分左右，大部分示威者離開，大批軍裝警員開始清理警察總部、金鐘道、夏慤道及告士打道周邊現場雜物和鐵馬。到清晨約6時，夏慤道及告士打道恢復通車。

## 影響

### 政府主要建築物
香港警察總部出入口被示威者圍堵，令香港警察車輛無法出入。香港警務署於當日下午宣佈，灣仔警署報案室的服務將暫停直至另行通知，而灣仔分區有60個求助亦未能即時處理。總部內有9女4男員工身體不適。到4時49分，警方發出新聞稿，對示威者做法予以嚴厲譴責，指他們的行為嚴重影響警方工作。而且向警察總部擲雞蛋、在外牆塗鴉、用膠紙遮蓋閉路電視、用鐵馬及雜物堵塞警察總部出入口、向警員淋油和以激光照射警員等行為是不合法、不合情理的，表明必定會嚴肅跟進。

### 交通
截至晚上11時，新巴和城巴合共14條路線停駛，約80條日間路線及12條通宵路線需改道行駛。而九巴在港島區則有7條巴士路線要改道行駛或改以循環線形式運作。九巴加開示威散場特別班次。

## 後續

### 支持警察活動
同月22日傍晚6時半，正義聯盟等「愛字頭」組織舉行「支持香港警察祝福香港晚會」，約有300人參與，以中年人和長者為主。李偲嫣在台上表示「要丟了香港的垃圾！」，並要求盡快訂立《辱警罪》。
有市民在場外「支持警察，獨立調查」的橫額，卻遭參與集會和撐警人士指罵「基佬」﹙男同性戀者﹚和「走狗」，有人更兩度毀壞和搶走橫額。警方隨即分隔他們，並登記撐警男子的身份證。此外，《蘋果日報》記者進行採訪時亦被參與集會人士阻擋和拍攝記者容貌，並以粗言穢語辱罵。

### 再次包圍警察總部
同月26日晚上，民間人權陣線舉辦「G20 Free Hong Kong」集會。在集會後，學生動源、學生獨立聯盟及民權抗爭宣佈與民眾發起和平包圍警察總部的行動，為近期第二次有大批市民包圍政府總部，最多人時約有3,000人參與。包圍行動期間，一名身在示威者人群、手執窗刮的男子被示威者揭穿其便衣警員的身份後逃走到警察總部；他被指假扮示威者混入人群，並企圖帶領人群衝擊警察總部。

### 拘捕行動及法院提堂
- 黃之鋒和周庭於2019年8月30日分別於香港仔和大埔被警方拘捕帶往香港警察總部調查，當日下午於東區裁判法院提堂，兩人被控於6月21日示威中違反「煽惑他人參與未經批准的集結」及「明知而參與未經批准的集結」兩項罪名；黃另外再涉嫌「組織未經批准的集結」罪名，案件押後至11月8日再訊，兩人以10000元現金保釋，除了獲法庭批准的外遊申請，包括二人將分別到德國、美國等地演講及探親，一律不得離港，須遵守宵禁令及到警署報到，亦被下禁足令，禁止進入金鐘道、夏慤道及軍器廠街範圍。而同年9月3日，警方於香港國際機場拘捕回港的香港眾志主席林朗彥，同日下午於東區裁判法院提堂，林被控「煽惑參與未經批准集結」及「參與未經批准集結」兩項罪名，控方申請押後案件以待警方作進一步調查，裁判官批准他以1萬元保釋，期間不得離港，需要在晚上8時至早上7時遵守宵禁令，每周要到警署報到2次，亦下禁足令，不得到警察總部一帶。案件押後至11月8日和黃周二人案件合併再訊。[46][47]

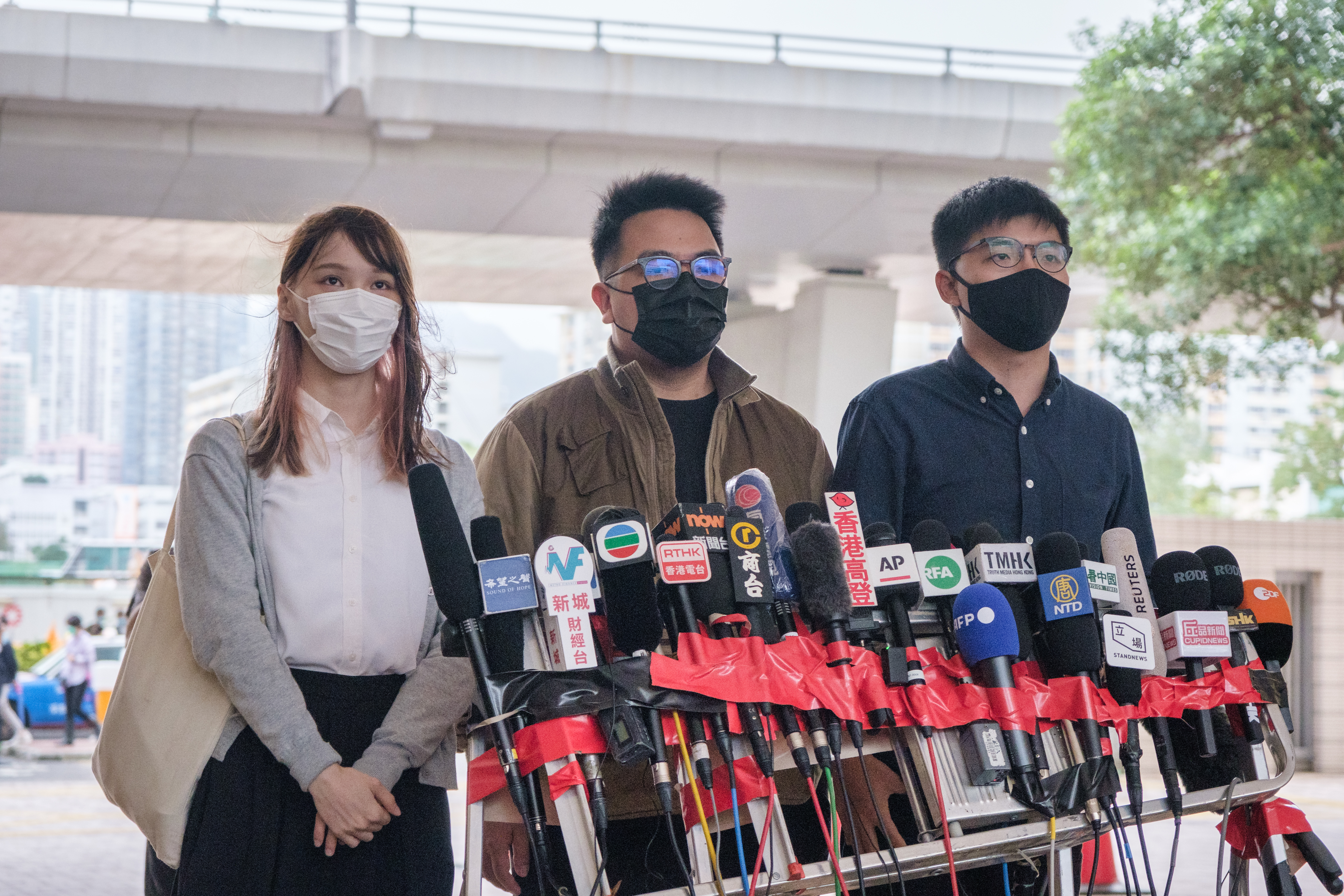
11月23日，案件在西九龍裁判法院開審前，香港眾志前秘書長黃之鋒、成員周庭及前主席林朗彥見記者

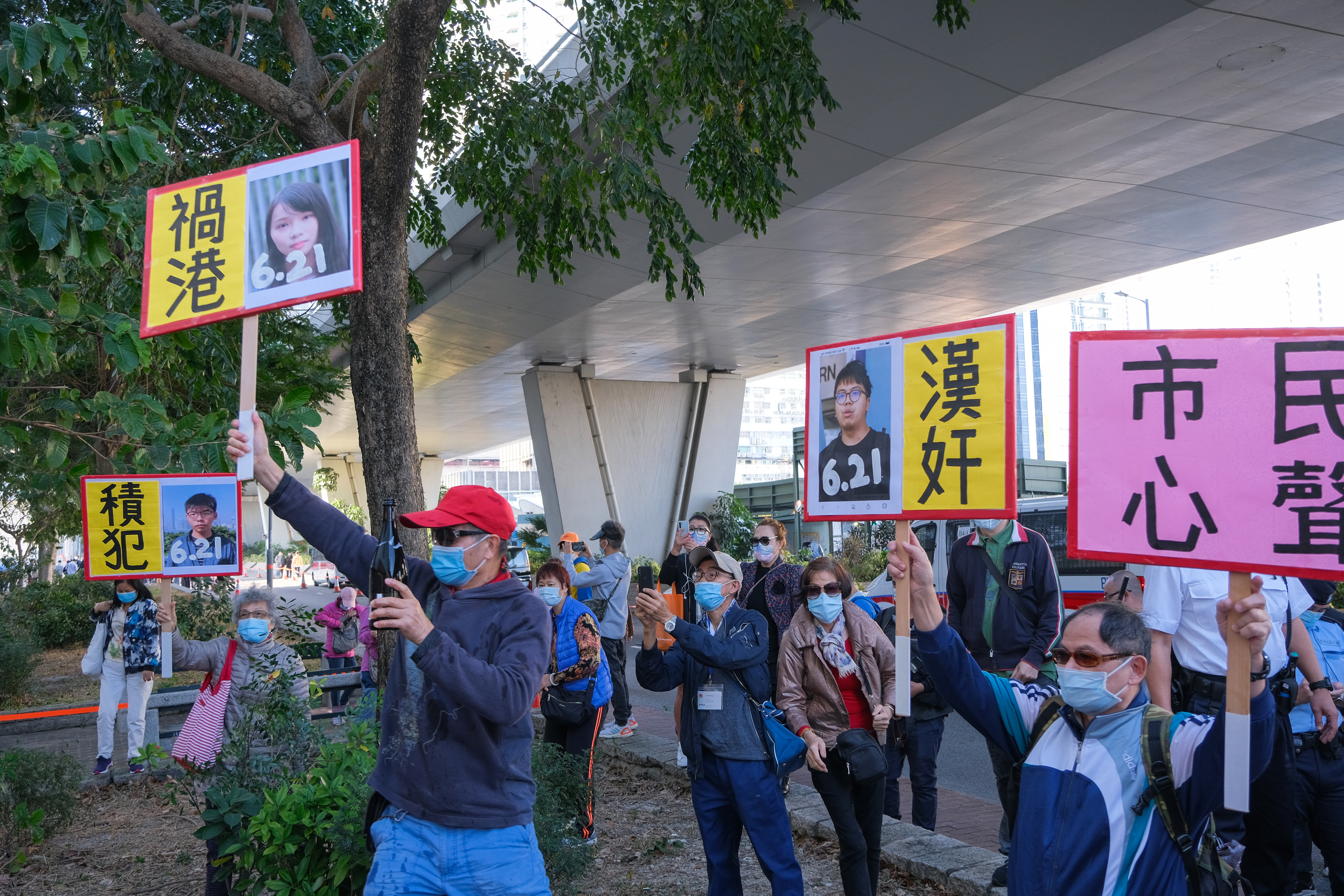
12月2日，3人正式判刑前，西九龍裁判法院有親中的中年市民舉起標語，指周庭禍港，林朗彥為漢奸

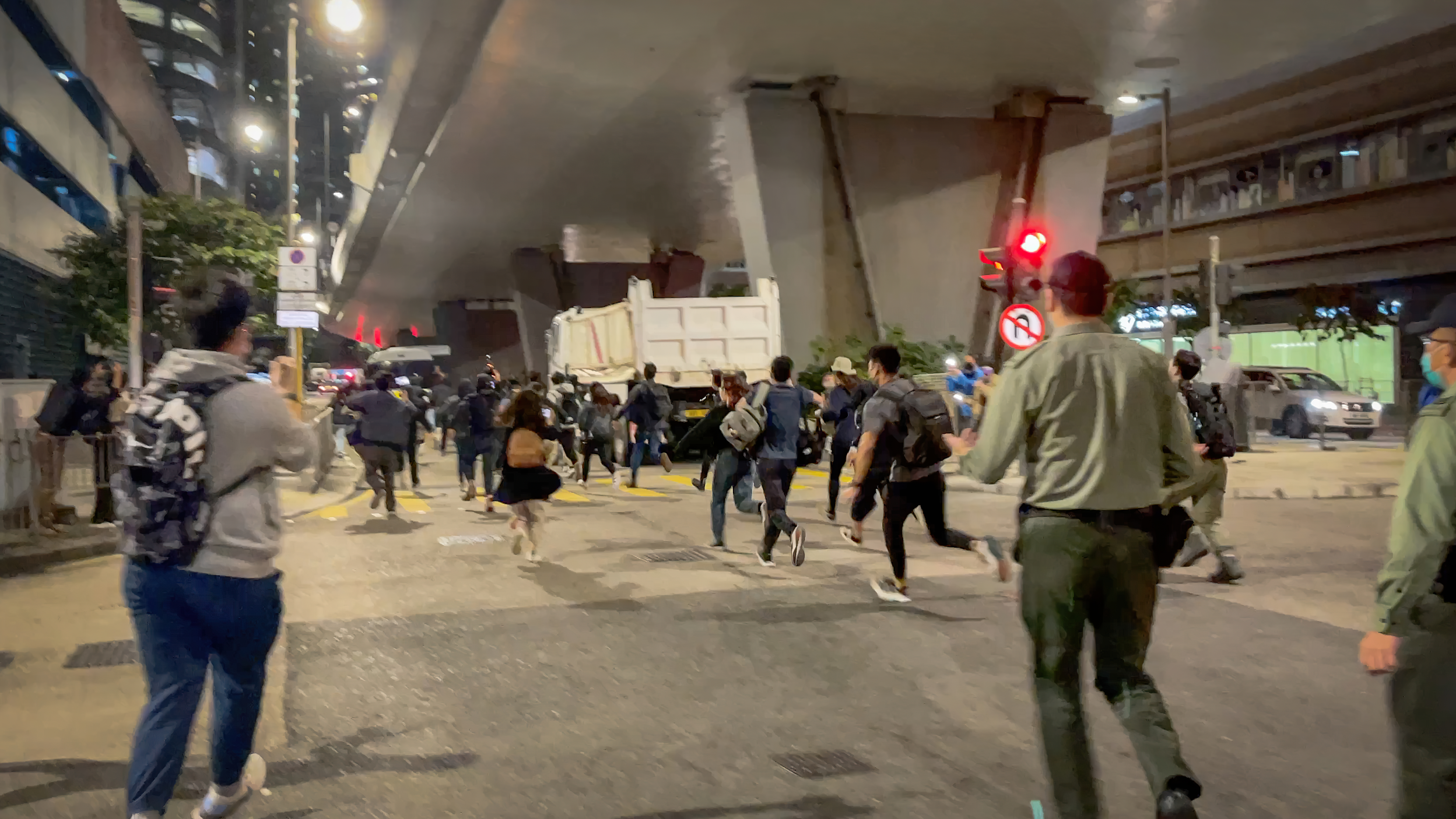
12月2日，支持者在西九龍裁判法院外奔跑尾隨囚車

11月8日第2次提堂，控方加控林朗彥1項「普通襲擊罪」，指在2019年3月15日香港眾志在政府總部發起反修例示威中襲擊梁姓男子。在此案件中以1000元保釋，期間不得干擾控方證人及發出禁足令，不得進入政府總部大樓內。而黃周二人維持原有條件保釋，黃原先申請豁免他於11月27日至12月17日離港的限制也被拒絕。案件押後至12月19日再提堂。
12月19日第3次提堂，控方稱已準備好答辯，但辯方表示剛收到控方文件，需時審閱，要求押後答辯，裁判官把案件再押後至2020年2月13日再訊，其間各被告准以原有條件繼續保釋，並拒絕3人在2020年年初離港的申請。
2020年7月6日，第4次提堂，周庭承認控罪。而黃之鋒和林朗彥則否認控罪。裁判官將案件押後至8月5日在西九龍裁判法院再訊，屆時將處理黃及林的審前覆核，以及周庭的判刑，押後期間3人獲准繼續保釋。
2020年7月15日，林朗彥於2019年3月15日被控的「普通襲擊罪」，因控方證據不足在東區裁判法院裁定被告罪名不成立。
2020年11月23日，香港眾志前秘書長黃之鋒、成員周庭及前主席林朗彥涉參與包圍灣仔警察總部，案件在西九龍裁判法院開審。黃，林2人承應控罪（周已早於7月認罪），3人須即時還押，到12月2日判刑。其中周庭是首度入獄。
2020年12月2日，3人正式判刑，黃之鋒判入獄13個半月，周庭判入獄10個月，林朗彥判入獄7個月。裁判官王詩麗也拒絕周庭的保釋上訴申請，王詩麗形容黃之鋒處心積慮，就包圍警總有一定部署和計劃，批評他的行為「十分自私」；而林朗彥有4項類同案底，須要加刑。入夜後，有百多人在法院外送囚車，而一批前學民思潮及前香港眾志成員在路口舉起「學民思潮」旗幟。
2020年12月9日，周庭向高等法院申請保釋上訴被拒，需繼續服刑。
2021年6月12日，周庭刑滿出獄。
- 2019年7月3日，警方有組織罪案及三合會調查科拘捕有「佔旺畫家」之稱的潘浩超。他被控在6月21日於灣仔警察總部外，襲擊正在執行職務的8名警務人員；無合法辯解而損毀警署外牆和扶手電梯；另外被指用粗言穢語或侮辱性言語，呼籲其他示威者向警員擲雞蛋；合共被控「襲警罪」，「刑事毀壞罪」，「公眾地方作出擾亂秩序行為罪」。7月5日在東區裁判法院提堂，控方指出，潘浩超正牽涉1月另一宗刑事毀壞案件，加上他在保釋期間參與包圍警總，過去亦有棄保潛逃記錄，不應該再次獲保釋。最後裁判官定於8月2日再提堂，拒絕被告保釋，由懲教署看管。[56] 8月2日第2次提堂，控方提出修訂控罪，控1項「參與未經批准集結」、1項「刑事毀壞」和7項「襲警」共9罪。被告今毋須答辯，辯方申請押後以取法律意見和文件，裁判官將案押後至9月11日再訊，被告無保釋申請繼續還押。控方透露，所有肇事警員曾被雞蛋擲中或被蛋液濺中，被告亦涉嫌以雞蛋擲向警總的設施。[57]9月11日，第3次提堂，控方懷疑被告牽涉此案以外、在其他日子發生的事件，亦透露該事件與本案證據有關，因此要求押後兩星期至本月25日提訊，以作進一步調查，獲裁判官批准。據悉，控方有可能增加控罪。辯方原申請保釋。但裁判官指被告的過去紀錄，加上他在另一宗案件的保釋期間犯下本案，拒絕辯方的保釋申請，被告繼續還押候審。案件押後至9月25日再訊。[58]9月25日，第四次提堂，控方申請進入進入答辯程序。潘浩超答辯時否認控罪。控方庭上透露，由於案件涉及15名控方證人及多段相關片段，向法庭申請審前覆核，辯方不反對有關申請。裁判官認為，案件牽涉的證人、證物甚多，控辯雙方需就證供的爭議性作討論，批准於10月31日下午作審前覆核。[59]10月31日第五次提堂，控方表示將傳召15名警察證人，並有長約2小時的事發片段，預計審期7至8天。辯方表示不爭議被告身份及涉案片段真確性，案件現押後2020年2月27日轉到西九龍裁判法院開審，期間被告繼續還押監房看管。[60]2020年3月2日，西九龍裁判法院預審，被告否認控罪，案件定於3月31日開審，預計審期為8天，期間被告須還押候審。屆時控方將傳召14位證人作供。[61]到同年11月18日，裁定被告一項參與未經批准集結罪、一項刑事損壞罪及7項襲警罪成，還押至11月26日等候判刑。[62]裁判官劉綺雲認為案情嚴重，指被告在非法集結中擔任領導者的角色，其向警署擲雞蛋的行為對公眾造成滋擾，激發公眾對警方不滿的情緒和可能會損壞電梯，威脅社會的安全。加上被告不斷以髒言穢語辱罵警員，會引起其他示威者的仿效，判被告監禁21個月。[63]

- 1名19歲王姓男生在涉於警察總部外噴字，被控刑事損壞罪，被告早前認罪，2020年6月10日於東區裁判法院判刑。裁判官判刑時指，對於被告態度有所轉變而感到高興，被告接受輔導及協助後已知道自己問題所在，並願意改過。裁判官勉勵被告勿再回頭看，亦不要再接觸毒品，並寄語被告無論在香港或其他地方都繼續努力。決定按感化報告判以被告1年感化令，期間需遵守條件，包括不得接觸毒品、按指示提供尿液樣本作隨機檢驗及需按指示接受戒毒療程等，被告另需賠償1,200元。[64]但事後被發現和感化官失聯，另外他也涉及2019年6月12日金鐘非法集結及同年8月涉藏大麻2案，但被告沒有出庭被法庭通緝，其後在2022年7月與另外3人於西貢被捕，7月14日於東區裁判法院再訊時，被告承認非法集結及藏毒，案件於8月31日再訊。2022年8月16日於東區裁判法院再訊違反感化令案件。主任裁判官嚴舜儀指，考慮到被告的年紀和意志薄弱，撤銷感化令，改判戒毒所。[65]

## 回應
天主教香港教區輔理主教夏志誠當晚在「教區視聽中心」facebook專頁發放片段，呼籲進行示威的年輕人保持冷靜，以和平理性方式尋求公義，抗爭時不要影響市民生活和使用暴力，以免民意逆轉。
美國之音報導美國眾議院議長南希·佩洛西發表聲明，對黃，周，林三人入獄的判決令人髮指。
因違反《港區國安法》被通緝而流亡的前香港眾志創黨主席羅冠聰及未有通緝，現為美國加利福尼亞大學柏克萊分校地理學博士生的香港專上學生聯會前秘書長周永康，在紐約時報發文，要求候任美國總統喬·拜登政府要繼續批評中共政權，還要有勇氣促進一種將人權置於其他利益之上的新對華政策。
英國外相藍韜文發聲明促請香港及北京政府停止打壓反對聲音，重申檢控決定一定要公平及不偏不倚，同時要維護港人的權利及自由。
台灣的蔡英文總統對判決表示非常遺憾，指港人的民主訴求再次被威權壓制，她指現在還不是絕望的時候，台灣會繼續支持港人及民主。
日本內閣官房長官加藤勝信表示，關注事件對香港自由的影響。
特區政府反駁美國指控香港存在「政治檢控」強調有關指稱別有用心，絕非事實，意圖干預中國內政。香港司法獨立受《基本法》保障，在國際上備受尊重。司法機構會繼續行使獨立司法和終審權，不受任何干涉。美方企圖以聲明影響香港司法系統行使司法權，必定徒勞無功。